# Marie Kühler
Marie Christin Kühler Flack, född 14 oktober 1965 i Gävle, är en svensk dansare, koreograf och revyartist.
Marie Kühler är dotter till dansaren Lasse Kühler och kom på så vis tidigt in i teaterbranschen. Hon är sedan 1990 gift med revymannen Peter Flack. Hon har medverkat i de flesta av hans uppsättningar i Örebro och Stockholm samt även på DVD-filmerna Hjalmar på nätet och Hjalmars såpa. Förutom engagemangen i makens uppsättningar har Kühler satt upp en musikal, Stepping Out, och spelat en uppmärksammad monolog om en kvinnas vardag i Cellofan. Hon har också medverkat som skådespelare i Kexfabriken i SR P3 och i Wilnius veckomagasin i SVT. Hon har grundat en egen showdansskola i Örebro med 600 elever.
Kühler spelar även rösten till Kajsa Anka i flera filmer och serier. Idag har Anna Nordell tagit över röstrollen.

## Filmografi (urval)
- 1999 – Britt-Yngves (TV-serie)
- 2007 – Blåbärskriget